# Brenda Fruhvirtová
Brenda Fruhvirtová (n. 2 aprilie 2007, Praga, Cehia) este o jucătoare cehă de tenis. Cea mai bună clasare la simplu în clasamentul WTA este locul 87 mondial, în iulie 2024.
Fruhvirtová a fost numărul 4 mondial în clasamentul ITF pentru juniori, atins la 13 decembrie 2021.